# Sotera de Palamós
Sotera (Roma, últim quart del segle iii - Palamós, 304) és una figura llegendària, introduïda pels falsos cronicons del segle xvii, i creada a partir de la figura de Santa Sotera de Roma. Segons els cronicons, fou una màrtir cristiana, santa i venerada com a copatrona de Palamós.

## Tradició
Sotera (del grec soter, "salvador") hauria estat una jove nascuda a Roma, de família noble, potser d'origen grec. Es va convertir al cristianisme i, en començar les persecucions de Dioclecià contra els cristians, davant del temor que l'empresonessin i la torturessin, va fugir a Palamós, on els seus pares tenien terres. Hi edificà una caseta on va viure fent dejuni i penitència. Fou, però, presa pels romans, que la portaren davant de Dacià, el pretor de l'emperador a Catalunya. Com que Sotera no va abjurar de la fe cristiana, fou tancada en una masmorra i fou torturada; malgrat les bufetades i cops de puny, no se'n planyia i es mantingué fidel a la seva fe. Finalment, fou degollada el 10 de febrer de 304.
Els cristians recolliren el seu cos i el portaren a Palamós, on la sebolliren. Temps després, les restes foren traslladades a Roma.

## Historicitat
La llegenda, com el dia de la festivitat, coincideix punt per punt amb la història de Sotera de Roma, que el Martirologi romà cita el 10 de febrer com martiritzada a la Via Àpia de Roma. La història adaptada a Palamós no apareix fins al 1619, publicada a la falsificació històrica de Jerónimo Román de la Higuera i atribuïda a Luci Flavi Dextre. Com totes les altres invencions de la crònica, la història va tenir èxit i arrelà, especialment a Palamós, on el poble començà a venerar-la i la proclamà copatrona de la vila. A mitjan segle xvii, l'historiador Joan Gaspar Roig i Jalpí va escriure  Vida de la gloriosa Santa Sotera en Palamós, que romangué inèdita fins que es publicà a Barcelona en 1901.